# 1889 w filmie
Wydarzenia filmowe w 1889 roku.

## Wydarzenia
- nagranie Leisurely Pedestrians, Open Topped Buses and Hansom Cabs with Trotting Horses w reżyserii Williama Friese-Greene'a. Film był krótkometrażowy, niemy, nagrany w Hyde Parku w Londynie.

## Urodzili się
- 8 lutego – Siegfried Kracauer, niemiecki krytyk filmowy i dziennikarz (zm. 1966)
- 13 lutego – Leontine Sagan, austriacka reżyserka filmowa (zm. 1974)
- 5 marca – Maria Hirszbein, polska producentka filmowa i kierowniczka produkcji żydowskiego pochodzenia (zm. 1939 lub 1942)
- 16 kwietnia – Charlie Chaplin, angielski aktor komediowy, reżyser i producent filmowy (zm. 1977)
- 31 maja – Athene Seyler, angielska aktorka (zm. 1990)
- 11 czerwca – Wesley Ruggles, amerykański reżyser, producent (zm. 1972)
- 24 sierpnia – Tom London, amerykański aktor (zm. 1963)